# Oka Giner
Oka Giner, nome completo Okairy Alejandra Giner Arredondo (Camargo, 30 novembre 1992), è un'attrice e modella messicana, conosciuta per il ruolo di Bárbara Fuenmayor nella serie televisiva Gossip Girl: Acapulco.

## Biografia
Inizia da piccola a studiare danza, e a partecipare a corcorsi di bellezza, retorica e declamazione. Nel 2010, posa per il servizio "Chica Ego!" del sito El Diario de Chihuahua.com. Nel 2011 partecipa al videoclip della canzone Si tu te vas di Francisco Rey. Terminato il liceo, si iscrive all'università di Chihuahua, facoltà di scienze della comunicazione, e nel tempo libero lavora come modella in passerella e su alcune riviste di moda; a gennaio 2012 si trasferisce a Città del Messico ed entra al CEA di Televisa per studiare recitazione. Affianca anche Karla Peniche come conduttrice della puntata del 21 luglio del programma Karla Presenta.
Alla fine del 2012, ottiene il ruolo di Bárbara Fuenmayor in Gossip Girl: Acapulco, adattamento messicano della serie televisiva Gossip Girl, nella quale interpreta la versione sudamericana di Blair Waldorf: per essere presente sul set, è costretta a sospendere gli studi. La serie viene cancellata nel gennaio seguente. A settembre 2013 è la madrina della Expo Feria Santa Rosalía de Camargo 2013; diventa inoltre testimonial della linea di assorbenti igienici Always della top model Alessandra Ambrosio, insieme alle colleghe Aislinn Derbez e Alexia Ulibarri.
Nel 2015 torna a recitare, nei serial televisivi Señorita Pólvora, Bajo el mismo cielo e ¿Quién es quién?; è anche ideatrice, produttrice e interprete del cortometraggio Hagamos un corto. Nel 2018 interpreta il ruolo ricorrente di Olivia ne La Piloto. Il 2021 la vede tra le protagoniste de La venganza de las Juanas.

### Vita privata
Il 10 dicembre 2022 ha sposato il comico Nacho Redondo dopo tre anni di frequentazione.

## Filmografia

### Cinema
- M de iMportante, regia di André De Trejo e Franco Sales – cortometraggio (2014)
- Hagamos un corto, regia di Oka Giner e Aldo Giordano Vázquez – cortometraggio (2015)
- Escuela de Nada Salva la Navidad, regia di Daniel Aldamiz (2020)

### Televisione
- Gossip Girl: Acapulco – serie TV, 25 episodi (2013)
- Señorita Pólvora – serial TV, 56 puntate (2015)
- Bajo el mismo cielo – serial TV, 105 puntate (2015)
- ¿Quién es quién? – serial TV, 112 puntate (2015-2016)
- Señora Acero – serial TV, 151 puntate (2016-2018)
- La Piloto – serial TV, 82 puntate (2018)
- Ninis – serial TV, 10 puntate (2018)
- Cita a ciegas – serial TV, 15 puntate (2019)
- Di mamma ce n'è solo... due! (Madre sólo hay dos) – serie TV, 27 episodi (2021-2022)
- La vendetta delle Juana (La venganza de las Juanas) – serial TV, 18 puntate (2021)
- Corazón guerrero – serial TV, 120 puntate (2022)
- Chi scherza col fuoco (Donde hubo fuego) – serial TV, 39 puntate (2022)
- Perdona nuestros pecados – serial TV, 90 puntate (2023)
- Marea de pasiones – serial TV, 65 puntate (2024)

## Videografia
- 2011 – Si tu te vas di Francisco Rey
- 2013 – Dicen por ahí di Paty Cantú
- 2013 – Tengo que olvidarme de ti di Carla Mauri
- 2015 – Cada noche di Diego Amozurrutia

## Riconoscimenti
- Premios Tu Mundo[27]
  - 2016 – Nomination Rivelazione dell'anno per Bajo el mismo cielo